# Louis Thomas McFadden
Louis Thomas McFadden, född 25 juli 1876 i Bradford County i Pennsylvania, död 1 oktober 1936 i New York, var en bankman från Pennsylvania som sedermera blev republikansk politiker. Han är främst känd för sin kritik av Federal Reserve. 

## Kritiken mot Federal Reserve
McFadden var känd som en stark kritiker av Federal Reserve. Han menade att centralbanken skapades och opererades av europeiska bankintressen som konspirerade för att kontrollera USA ekonomiskt. Den 10 juni 1932 höll han ett 25 minuter långt tal inför Representanthuset där han anklagade Federal Reserve för att medvetet ha skapat Den stora depressionen. Han menade också att Wall Streets bankirer finansierade bolsjevikernas revolution i Ryssland genom Federal Reserve-bankerna och genom de europeiska banker som de samarbetade med.